# 斯坦舒亞圖克 (亞利桑那州)
斯坦舒亞圖克（英語：Stan Shuatak）是位於美國亞利桑那州皮馬縣的一個非建制地區。該地的面積和人口皆未知。

## 地理
斯坦舒亞圖克的座標為31°47′56″N 112°18′01″W / 31.79889°N 112.30028°W，而該地的平均海拔高度為540米（即1722英尺）。